# Érettségi (vers)
Az Érettségi Ady Endre korai, 1900-ban megjelent verse, Kovalovszky Miklós szerint "'kroki-vers".

## A vers
A mindössze 12 soros, rövid vers nem közvetlenül az érettségi vizsgáról szól, hanem arról a tettrekészségről és hevületről, ami az érettségi vizsga után az iskolából kikerülő fiatalokat jellemzi. Ady egyfajta szomorú együttérzéssel néz rájuk, és megállapítja, hogy az ifjakat elkoptatja majd az élet, ám mindig jönnek újabb frissen vizsgázottak; ez a vágyak sorsa.
A vers rímképlete: aabb

## Megjelenés
A vers a Szabadság (később: Nagyvárad) című napilap 1900. június 29-i (XXVII. évf. 148. sz.) számának 7. oldalán jelent meg először, majd egy évre rá (1901. június 23.) a Szilágy (utóbb Szilágyság néven kiadott) hetilapban egy kiérleltebb, szedési hibától mentes változat is megjelent. Kötetben először már a költő halála után 1923-ban, a Földessy Gyula válogatta Rövid dalok egyről és másról c. versgyűjteményben, melynek alcíme: Ady Endre százhetvennégy ismeretlen verse is jelzi, hogy az Érettségi c. vers nem volt a költő ismert művei közt.

## Keletkezéstörténet
Maga a költő mindössze négy évvel a vers megírása előtt, 1896-ban érettségizett. A vers a megjelenése előtti nap, a nagyváradi premontrei főgimnáziumban (ma: Mihai Eminescu Elméleti Líceum) zajlott érettségi vizsgák alkalmából született. Feltehetően az is a vizsgákra irányította Ady figyelmét, hogy testvére, Ady Lajos is azon a nyáron érettségizett. Erről Ady Levél címen - a vers megjelenése előtt egy héttel, 22-én - hosszabb írást is közzétett a Szabadságban, melyre Székely Ödön pedagógus, író is válaszolt a lap hasábjain. Kovalovszky Miklós Ady-művében teszi közzé ezt a levelezét és utal is a lábjegyzetekben a versre.